# Acentroptera tessellata
Acentroptera tessellata là một loài bọ cánh cứng trong họ Chrysomelidae. Loài này được miêu tả khoa học năm 1858 bởi Baly.